# Савадзири, Эрика
Эрика Савадзири (яп. 沢尻 エリカ Савадзири Эрика, 8 апреля 1986) — японская актриса, модель и певица. Эрика начала свою музыкальную карьеру под псевдонимом Каору Аманэ.

## Биография
Эрика Савадзири родилась 8 апреля 1986 года в Токио. Отец Эрики по происхождению — японец, мать — французская алжирка. Эрика была третьим ребёнком в семье и первой девочкой. Будучи большим любителем орхидей, отец решил дать ей имя Эрикацея, или же попросту Эрика. Отец также увлекался конным спортом. Ему принадлежало шестнадцать скаковых лошадей. Эта любовь к верховой езде передалась его дочери. Мать управляла небольшим ресторанчиком европейской кухни, в детстве Эрика часто помогала ей.
Когда девочке было девять лет, отец умер от рака, а через пять лет старший брат погиб в автомобильной катастрофе.
В 1999 году после окончания начальной школы Эрика прошла прослушивание в Stardust Promotion. Она стала частью команды идолов Angel Eyes и начала карьеру модели в журналах мод для подростков, таких как CUTiE и Nicola. Девушка попала в шоу-бизнес совершенно случайно. В возрасте пятнадцати лет она пришла на прослушивание в Stardust Productions для того, чтобы попробовать взять автограф у своего кумира Намиэ Амуро. Красивую девушку сразу заметили и предложили подписать контракт фотомодели, на что Эрика сразу согласилась. Уже спустя год она попала в список финалистов конкурса Fuji TV на звание «Королевы года». Спустя полгода после этого началась карьера Эрики в качестве телеактрисы. В 2002 году девушку пригласили сняться в телевизионном фильме Рюхэя Мацуды «Парень с проблемами», но эта роль не принесла успеха и осталась незамеченной.
Успех двадцатилетней актрисе принесла роль в драме «Один литр слёз». Эрика сыграла главную героиню — японскую школьницу Аю Кито, которая на протяжении 10 лет страдала от неизлечимой болезни. Этот сериал признали одним из главных телесобытий года. Такой успех стал сильным толчком в карьере молодой актрисы. Девушка получила приглашение в несколько крупных кинопроектов. Были сыграны роли в фильмах «Перец и сахар», «Синоби», «Братцы Мамия».
Самый первый сингл Эрики Савадзири, включавший заглавную песню к её новому телесериалу «Песня для солнца», был продан в Японии в количестве полумиллиона экземпляров. Эрика проявила себя как вокалистка. Свою музыкальную карьеру Эрика начала с песни Taiyou no Uta к одноименной дораме. 16 июля 2007 Эрика выпустила свой дебютный сингл «Free». Сингл почти сразу занял 1 место в Oricon Charts.

## Личная жизнь
Савадзири встречалась с Цуёси Такасиро еще в октябре 2007 года. Она вернулась в Японию 29 марта 2008 года после почти трех месяцев, проведенных с Такасиро в Лондоне. Находясь в Лондоне, она посещала языковую школу и достаточно свободно владела английским языком, чтобы вести обычную беседу. 20 января 2009 года Савадзири вышла замуж за Такасиро в храме Мэйдзи в Йойоги и зарегистрировала их брак 7 января. 28 декабря 2013 года на пресс-конференции они объявили, что развелись. В процессе бракоразводного процесса с Цуёси Такасиро стал известен брачный контракт актрисы, согласно которому супруги могли иметь соитие не более пяти раз в месяц. При превышении лимита муж был обязан заплатить ей пять тысяч долларов за каждый инцидент.

## Публичный имидж
Во время премьеры Закрытая тетрадь 29 сентября 2007 года Савадзири, по-видимому, недовольная фильмом, дала краткие ответы журналистам. Впоследствии ее действия подверглись широкой критике за неуважение к своим коллегам по фильму и персоналу фильма. Она принесла извинения на своем веб-сайте и во время интервью для Super Morning, где также опровергла слухи о том, что ее руководство отстранило ее от работы. Этот инцидент, усугубленный отношениями с мужем, сильно повлиял на ее публичный имидж, и из-за этого она отказалась от участия в Международном кинофестивале в Пусане. Позже она внезапно прервала свою актерскую карьеру, а промоушен Stardust в конце концов прекратил ее участие в 2009 году. 1 сентября 2010 года в интервью CNN Go Савадзири пожалела о своих извинениях и заявила, что ее руководство оказало на нее давление, вынудив сделать это. После инцидента фраза "На самом деле ничего" (別に, Betsu ni), которая стала одним из ее ответов журналистам, стала вирусным явлением, и в 2011 году она появилась в рекламе Snickers, пародируя саму себя.

## Фильмография

### Полнометражные фильмы
| Дата       | Название                             | Роль                                       | Производитель       |
| ---------- | ------------------------------------ | ------------------------------------------ | ------------------- |
| 2004.02.28 | Mondai no nai watashitachi           | Shintani Maki (яп. 新谷麻綺)               | Asmik Ace           |
| 2005.01.22 | Паттиги: Удар головой                | Lee Kyung-ja 李慶子、リ･キョンジャ、이경자 | Asmik Ace           |
| 2005.04.16 | Ashurajou no Hitomi                  | 谷地                                       | Shochiku            |
| 2005.09.17 | Shinobi: Heart Under Blade           | Hotarubi (яп. 蛍火)                        | Shochiku            |
| 2006.05.13 | Mamiya kyodai                        | Naomi Honma (яп. 本間直美)                 | Asmik Ace           |
| 2006.09.16 | Sugar & Spice                        | Noriko Watanabe (яп. 渡辺乃里子)           | Toho                |
| 2006.09.30 | Otoshimono (Ghost Train)             | Nana (яп. 奈々)                            | Shochiku            |
| 2006.10.21 | Tentama 天使の卵                     | Natsuki Saito (яп. 斎藤夏姫)               | Shochiku            |
| 2006.11.11 | Tegami 手紙                          | Yumiko Iraishi (яп. 白石由美子)            | Gaga Communications |
| 2007.09.29 | Closed Note (яп. クローズド・ノート) | Kae Hori (яп. 堀井香恵)                    | Toho                |
| 2012.07.14 | Heruta sukeruta                      | Ririko (яп. りりこ)                        | Asmik Ace           |

### Телевизионные сериалы
| Год  | Название                                 | Роль                             | Производитель   |
| ---- | ---------------------------------------- | -------------------------------- | --------------- |
| 2003 | Hotman ホットマン                        | Satsuki Akikawa (яп. 秋川さつき) | TBS             |
| 2003 | Hitonatsu no Papa e ひと夏のパパへ       | Satsuki (яп. さつき)             | TBS             |
| 2004 | Sakura Sakumade 桜咲くまで               | Naoko Hayashi (яп. 林菜穂子)     | MBS             |
| 2005 | Aikurushii あいくるしい                  | Honoka Kizaki (яп. 木崎 ほのか)  | TBS             |
| 2005 | Один литр слёз                           | Aya Ikeuchi (яп. 池内 亜也)      | Fuji Television |
| 2006 | Taiyou no uta タイヨウのうた             | Kaoru Amane (яп. 雨音 薫)        | TBS             |
| 2012 | L et M: Watashi ga Anata wo Aisuru Riyuu | L/M                              | BeeTV           |
| 2012 | Akujo ni Tsuite                          | Tomikoji Kimiko/Suzuki Kimiko    | TBS             |

## Интересные факты
- Получила прозвище Deco (малыш) из-за маленького роста (160 см)
- В свободное время любит танцевать под джазовую музыку, ездить верхом на лошади, плавать.

## Награды
- 2006 Japan Academy Awards: Best Newcomer for PACCHIGI!
- 2002: FujiTV’s Visual Queen of the Year
- 2001: Young Jump Uniform Collection Runner Up